# Пасим (гміна)
Гміна Пасим (пол. Gmina Pasym) — місько-сільська гміна у північній Польщі. Належить до Щиценського повіту Вармінсько-Мазурського воєводства.
Станом на 31 грудня 2011 у гміні проживало 5419 осіб.

## Територія
Згідно з даними за 2007 рік площа гміни становила 149.40 км², у тому числі:
- орні землі: 46.00%
- ліси: 31.00%

Таким чином, площа гміни становить 7.73% площі повіту.

## Населення
Станом на 31 грудня 2011:
| Опис     | Загалом | Загалом | Чоловіки | Чоловіки | Жінки | Жінки |
| -------- | ------- | ------- | -------- | -------- | ----- | ----- |
| одиниця  | осіб    | %       | осіб     | %        | осіб  | %     |
| все      | 5419    | 100     | 2716     | 50.12    | 2703  | 49.88 |
| міське   | 2538    | 100     | 1239     | 48.82    | 1299  | 51.18 |
| сільське | 2881    | 100     | 1477     | 51.27    | 1404  | 48.73 |

## Сусідні гміни
Гміна Пасим межує з такими гмінами: Дзьвежути, Єдвабно, Пурда, Щитно.